# The Beatles’ Movie Medley
 The Beatles’ Movie Medley (englisch für „Das Beatles Filmmedley“) ist ein Zusammenschnitt von sieben Liedern der britischen Band The Beatles, die in ihren Spielfilmen enthalten sind. Alle Lieder wurden von Lennon/McCartney geschrieben. Das Medley wurde 1982 ausschließlich als Vinyl-Single veröffentlicht.

## Entstehung und Veröffentlichung
Beim Erscheinen des Albums Reel Music am 22. März 1982 wurde in den Vereinigten Staaten am gleichen Tag die Single The Beatles’ Movie Medley (Katalognummer: Capitol B-5107) veröffentlicht, die sich nicht auf dem Album befindet. Die A-Seite besteht aus einem Zusammenschnitt von Teilen folgender sieben Lieder, die sich auf Reel Music befinden:
1. Magical Mystery Tour – aus dem Film Magical Mystery Tour
2. All You Need Is Love – aus dem Film Yellow Submarine
3. You’ve Got to Hide Your Love Away – aus dem Film Help!
4. I Should Have Known Better – aus dem Film A Hard Day’s Night
5. A Hard Day’s Night – aus dem Film A Hard Day’s Night
6. Ticket to Ride – aus dem Film Help!
7. Get Back – aus dem Film Let It Be.[1]

Die Editierung der Lieder stammt vom Toningenieur John Palladino, der auch schon für das US-Album Rarities die Lieder I Am the Walrus und Penny Lane editierte.
Die mögliche Inspiration für diese Veröffentlichung entstammt der kommerziell erfolgreichen 1981er Single Stars on 45, die mehrere angesungene Beatles-Lieder enthält. Diese Lieder wurden von Künstlern eingesungen, die ähnliche Stimmen hatten wie John Lennon und Paul McCartney.
Ursprünglich war geplant statt der B-Seite I’m Happy Just to Dance with You, die vom Album A Hard Day’s Night stammt, ein Interview, das während der Dreharbeiten zu A Hard Day’s Night aufgenommen wurde, mit dem Titel Fab Four on Film am 15. März 1982 zu veröffentlichen. Aufgrund von juristischen Problemen wurde die Veröffentlichung nicht realisiert. Es wurden in den USA 7″- und 12″-Vinyl-Promotionsingles hergestellt, die dieses Interview enthalten.
Die Verantwortlichen von Parlophone mochten The Beatles’ Movie Medley nicht, erst nachdem die Single in den USA erfolgreich war und Singles aus den USA in größerer Stückzahl importiert wurden, wurde sie am 24. Mai 1982 auch in Großbritannien veröffentlicht (Katalognummer: Parlophone R 6055) und wurde dort der 23. Top-Ten-Hit der Beatles.
In Großbritannien wurde die Herstellung der Single am 31. Mai 1984 beendet. The Beatles’ Movie Medley erschien bisher auf keinen Beatles Kompilationsalbum. Eine legale Veröffentlichung im CD-, Download oder Streaming-Format ist bisher nicht erfolgt (Stand September 2024).
In 1982 wurde auch ein Musikvideo produziert, das Ausschnitte aus den Beatlesfilmen zeigt und ebenfalls nicht mehr legal verfügbar ist.

## Chartplatzierungen
| ChartsChartplatzierungen       | Höchstplatzierung | Wochen |
| ------------------------------ | ----------------- | ------ |
| Vereinigte Staaten (Billboard) | 12 (11 Wo.)       | 11     |
| Vereinigtes Königreich (OCC)   | 10 (9 Wo.)        | 9      |